# Аранча Рус
Аранча Рус (нід. Arantxa Rus) — нідерландська тенісистка.
На юніорському рівні Рус виграла Відкритий чемпіонат Австралії 2008, однак на дорослому рівні її успіхи були скромнішими.

## Фінали турнірів Великого шолома

### Дівчата, одиночний  розряд: 1  титул
| Результат | Рік  | Турнір          | Поверхня | Супротивниця | Рахунок  |
| --------- | ---- | --------------- | -------- | ------------ | -------- |
| Перемога  | 2008 | Australian Open | Хард     | Джессіка Мор | 6–3, 6–4 |

## Фінали турнірів WTA

### Одиночний розряд: 1 (титул)
| Легенда                      |
| ---------------------------- |
| Турніри Великого шлему (0–0) |
| Турніри WTA 1000 (0–0)       |
| Турніри WTA 500 (0–0)        |
| Турніри WTA 250 (1–0)        |

| Фінали за покриттям |
| ------------------- |
| Тверде (0–0)        |
| Ґрунт (1–0)         |
| Трава (0–0)         |

| Фінали за типом корту |
| --------------------- |
| Відкритий корт (1–0)  |
| Закритий корт (0–0)   |

| Результат | В-П | Дата     | Турнір                           | Категорія | Покриття | Опонент          | Рахунок       |
| --------- | --- | -------- | -------------------------------- | --------- | -------- | ---------------- | ------------- |
| Перемога  | 1–0 | Лип 2023 | Hamburg European Open, Німеччина | WTA 250   | Ґрунт    | Нома Нога Акугве | 6–0, 7–6(7–3) |

### Парний розряд: 7 (4 титули, 3 поразки)
| Легенда          |
| ---------------- |
| Grand Slam (0–0) |
| WTA 1000 (0–0)   |
| WTA 500 (0–0)    |
| WTA 250 (4–3)    |

| Фінали за покриттям |
| ------------------- |
| Тверде (2–0)        |
| Ґрунт (2–3)         |
| Трава (0–0)         |

| Фінали за типом корту |
| --------------------- |
| Відкритий корт (2–3)  |
| Закритий корт (2–0)   |

| Результат | В-П | Дата     | Турнір                                                | Категорія     | Покриття   | Партнер             | Опоненти                               | Рахунок          |
| --------- | --- | -------- | ----------------------------------------------------- | ------------- | ---------- | ------------------- | -------------------------------------- | ---------------- |
| Перемога  | 1–0 | Лип 2017 | Swedish Open, Швеція                                  | International | Ґрунт      | Квірін Лемуан       | Марія Ірігоєн Барбора Крейчикова       | 3–6, 6–3, [10–8] |
| Поразка   | 1–1 | Лип 2019 | Internazionali Femminili di Tennis di Palermo, Італія | International | Ґрунт      | Екатеріне Горгодзе  | Корнелія Лістер Рената Ворачова        | 6–7(2–7), 2–6    |
| Перемога  | 2–1 | Сер 2020 | Palermo Ladies Open, Італія                           | International | Ґрунт      | Тамара Зіданшек     | Елізабетта Коччаретто Мартіна Тревізан | 7–5, 7–5         |
| Перемога  | 3–1 | Лис 2020 | Linz Open, Австрія                                    | International | Тверде (i) | Тамара Зіданшек     | Луціє Градецька Катержина Сінякова     | 6–3, 6–4         |
| Перемога  | 4–1 | Бер 2021 | WTA Lyon Open, Франція                                | WTA 250       | Тверде (i) | Вікторія Грунчакова | Ежені Бушар Ольга Данилович            | 3–6, 7–5, [10–7] |
| Поразка   | 4–2 | Жов 2022 | Emilia-Romagna Open, Італія                           | WTA 250       | Ґрунт      | Тамара Зіданшек     | Анастасія Децюк Міріам Колодзєйова     | 6–1, 3–6, [8–10] |
| Поразка   | 4–3 | Лип 2025 | Hamburg European Open, Німеччина                      | WTA 250       | Ґрунт      | Анна Бондар         | Надія Кіченок Макото Ніномія           | 4–6, 6–3, [9–11] |

## Фінали турнірів серії WTA 125K

### Одиночний розряд: 1 (1 фінал)
| Результат | В–П | Дата     | Турнір                             | Поверхня     | Супротивниця   | Рахунок       |
| --------- | --- | -------- | ---------------------------------- | ------------ | -------------- | ------------- |
| Поразка   | 0–1 | Лис 2017 | OEC Taipei WTA Challenger, Тайвань | Килим (зала) | Белінда Бенчич | 6–7(3–7), 1–6 |